# Остшешево
Остшешево (пол. Ostrzeszewo, нім. Elisenhof) — село в Польщі, у гміні Пурда Ольштинського повіту Вармінсько-Мазурського воєводства.
Населення — 274 особи (2011).

## Демографія
Демографічна структура станом на 31 березня 2011 року:
|          | Загалом | Допрацездатний вік | Працездатний вік | Постпрацездатний вік |
| -------- | ------- | ------------------ | ---------------- | -------------------- |
| Чоловіки | 138     | 41                 | 90               | 7                    |
| Жінки    | 136     | 36                 | 88               | 12                   |
| Разом    | 274     | 77                 | 178              | 19                   |